# Oakland (Comtat de Susquehanna)
Oakland és una població del Comtat de Susquehanna a l'estat de Pennsilvània dels Estats Units d'Amèrica

## Demografia
Segons el cens del 2000 Oakland tenia 622 habitants., 224 habitatges, i 172 famílies. La densitat de població era de 533,7 habitants/km².
Dels 224 habitatges en un 35,7% hi vivien nens de menys de 18 anys, en un 52,7% hi vivien parelles casades, en un 14,3% dones solteres, i en un 23,2% no eren unitats familiars. En el 21% dels habitatges hi vivien persones soles el 7,1% de les quals corresponia a persones de 65 anys o més que vivien soles. El nombre mitjà de persones vivint en cada habitatge era de 2,78 i el nombre mitjà de persones que vivien en cada família era de 3,1.
Per edats la població es repartia de la següent manera: un 28,9% tenia menys de 18 anys, un 8,8% entre 18 i 24, un 27,2% entre 25 i 44, un 23,3% de 45 a 60 i un 11,7% 65 anys o més.
L'edat mediana era de 33 anys. Per cada 100 dones de 18 o més anys hi havia 104,6 homes.
La renda mediana per habitatge era de 35.673 $ i la renda mediana per família de 37.039 $. Els homes tenien una renda mediana de 26.875 $ mentre que les dones 19.500 $. La renda per capita de la població era de 13.363 $. Entorn del 10,3% de les famílies i el 14,5% de la població estaven per davall del llindar de pobresa.